# Respublica (kasachische Partei)
Respublica (kasachisch und russisch: Respublica) ist eine 2022 neu gegründete politische Partei in Kasachstan.

## Parteigeschichte
Die Partei wurde im Zuge der durch Präsident Qassym-Schomart Toqajew angestoßenen vorsichtigen politischen Reformen gegründet. Im Jahr 2022 trat mit einem Verfassungsreferendum eine Verfassungsänderung in Kraft, die die Neugründung von politischen Parteien erleichterte. Organisationen, die sich als politische Parteien registrieren lassen wollten, mussten danach nur noch 5000 Mitglieder und nicht mehr wie zuvor 20.000 Mitglieder haben.
Die meisten Informationen über die Partei stammen aus Medien Kasachstans, die nicht unbedingt unparteiisch sind. Am 29. August 2022 gab der Blogger und Geschäftsmann Beibit Alibekow in einem Video auf seinem Telegram-Kanal die Gründung einer Vereinigung mit dem Namen „Respublica“ bekannt. In dem Video kamen verschiedene kasachische Geschäftsleute zu Wort, die erklärten, dass umfangreiche Reformen erforderlich seien, um „ein neues Kasachstan aufzubauen“.
Am 18. Januar 2023 wurde die Registrierung von Respublica durch das Justizministerium Kasachstans bestätigt. Es war die erste Neuzulassung einer Partei in Kasachstan seit mehr als zehn Jahren. Damit konnte die Partei an der am 19. März 2023 stattfindenden Parlamentswahl teilnehmen. Sie erhielt dabei 547.154 Stimmen (8,59 Prozent) und gewann damit sechs Parlamentsmandate. In vier der 29 Wahlkreise nominierte sie auch Direktkandidaten, von denen allerdings nur zwei durch die Wahlbehörden zugelassen wurden, die beide bei der Wahl nicht erfolgreich waren.

## Programmatik
Im offiziellen Parteiprogramm sind relativ allgemein gehaltene Ziele formuliert, z. B. „Freiheit, Demokratie, Gerechtigkeit und Wohlstand in Kasachstan, sowie Beteiligung der Zivilgesellschaft an der Gestaltung des Staates entsprechend den gesetzlichen Grundlagen“ und „Schaffung von Bedingungen für die wirtschaftliche und soziale Entwicklung der Bürger und […] des Individuums“ (Punkte 2.2.1, 2.2.2). In einem Interview im Mai 2023 erklärte der Parteivorsitzende Aidarbek Qojanazarow, dass Respublica eine „Partei von jungen Unternehmern“ sei, die sich für Transparenz bei politischen Entscheidungen, Digitalisierung sowie eine effizientere öffentliche Verwaltung einsetze. Der Anteil der Sozialausgaben, der etwa 30 % des Staatsbudgets betrage, müsse gesenkt werden und die freiwerdenden Mittel müssten in wachstumsfördernde Bereiche gelenkt werden. Das Bildungssystem und die öffentliche Gesundheitsversorgung müssten verbessert werden. Obwohl Qojanazarow deutliche Kritik an den aktuellen Verhältnissen übte und beispielhaft äußerte, dass „das System, das sich in den letzten 30 Jahren [in Kasachstan] ausgebildet habe, seine Insolvenz gezeigt“ habe, vermied er jede direkte Kritik an der herrschenden Partei Amanat und an Präsident Qassym-Schomart Toqajew. Von westlichen Beobachtern wurde die Partei zum Teil als „Erfindung des Staates“ charakterisiert, die keine echte Oppositionspartei sei, sondern die bestehende Ein-Parteien-Dominanz nicht grundsätzlich in Frage stelle.

## Wahlergebnisse
| Parlamentswahlergebnisse | Parlamentswahlergebnisse | Parlamentswahlergebnisse | Parlamentswahlergebnisse |
| Wahl                     | Stimmenanzahl            | Stimmenanteil            | Sitze                    |
| ------------------------ | ------------------------ | ------------------------ | ------------------------ |
| 2023                     | 547.154                  | 8,59 %                   | 6/98                     |